# Flabellina
Flabellina is een geslacht van zeenaaktslakken uit de familie Flabellinidae.

## Soorten
- Flabellina affinis (Gmelin, 1791) = Purperen zeenaaktslak
- Flabellina alternata Ortea & Espinosa, 1998
- Flabellina bertschi Gosliner & Kuzirian, 1990
- Flabellina bulbosa Ortea & Espinosa, 1998
- Flabellina dana Millen & Hamann, 2006
- Flabellina dushia (Marcus Ev. & Er., 1963)
- Flabellina engeli Ev. Marcus & Er. Marcus, 1968
- Flabellina evelinae Edmunds, 1989
- Flabellina ilidioi Calado, Ortea & Caballer, 2005
- Flabellina llerae Ortea, 1989

### Synoniemen
- Flabellina abei (Baba, 1987) => Coryphella abei Baba, 1987
- Flabellina albomaculata Pola, Carmona, Calado & Cervera, 2014 => Edmundsella albomaculata (Pola, Carmona, Calado & Cervera, 2014)
- Flabellina albomarginata (M. C. Miller, 1971) => Coryphellina albomarginata (M. C. Miller, 1971)
- Flabellina alisonae Gosliner, 1980 => Flabellina bicolor (Kelaart, 1858) => Samla bicolor (Kelaart, 1858)
- Flabellina amabilis Hirano & Kuzirian, 1991 => Microchlamylla amabilis (Hirano & Kuzirian, 1991)
- Flabellina angelvaldesi (Millen & Hermosillo, 2012) => Unidentia angelvaldesi Millen & Hermosillo, 2012
- Flabellina arveloi Ortea & Espinosa, 1998 => Coryphellina arveloi (Ortea & Espinosa, 1998)
- Flabellina athadona (Bergh, 1875) => Occidenthella athadona (Bergh, 1875)
- Flabellina babai Schmekel, 1972 => Luisella babai (Schmekel, 1972)
- Flabellina baetica García-Gómez, 1984 => Baenopsis baetica (García-Gómez, 1984)
- Flabellina bicolor (Kelaart, 1858) => Samla bicolor (Kelaart, 1858)
- Flabellina bilas Gosliner & Willan, 1991 => Samla bilas (Gosliner & Willan, 1991)
- Flabellina borealis (Odhner, 1922)=> Gulenia borealis (Odhner, 1922)
- Flabellina browni (Picton, 1980) => Fjordia browni (Picton, 1980)
- Flabellina californica (Bergh, 1904) => Coryphella californica Bergh, 1904
- Flabellina capensis (Thiele, 1925) => Fjordia capensis (Thiele, 1925)
- Flabellina cavolini (Vérany, 1846) => Calmella cavolini (Vérany, 1846)
- Flabellina cerverai Fischer, van der Velde & Roubos, 2007 => Coryphellina cerverai (Fischer, van der Velde & Roubos, 2007)
- Flabellina confusa Gonzalez-Duarte, Cervera & Poddubetskaia, 2008 => Flabellina gaditana (Cervera, García-Gómez & García, 1987) => Calmella gaditana (Cervera, García-Gomez & García, 1987)
- Flabellina cooperi (Cockerell, 1901) => Orienthella cooperi (Cockerell,  1901)
- Flabellina cynara (Ev. Marcus & Er. Marcus, 1967) => Kynaria cynara (Ev. Marcus & Er. Marcus, 1967)
- Flabellina delicata Gosliner & Willan, 1991 => Coryphellina delicata (Gosliner & Willan, 1991)
- Flabellina exoptata Gosliner & Willan, 1991 => Coryphellina exoptata (Gosliner & Willan, 1991)
- Flabellina falklandica (Eliot, 1907) => Itaxia falklandica (Eliot, 1907)
- Flabellina fisheri (MacFarland, 1966) => Orienthella trilineata (O'Donoghue, 1921)
- Flabellina fogata Millen & Hermosillo, 2007 => Orienthella fogata (Millen & Hermosillo, 2007)
- Flabellina funeka Gosliner & Griffiths, 1981 => Paraflabellina funeka (Gosliner & Griffiths, 1981)
- Flabellina fusca (O'Donoghue, 1921) => Himatina trophina (Bergh, 1890)
- Flabellina gabinierei (Vicente, 1975) => Paraflabellina gabinierei (Vicente, 1975)
- Flabellina gaditana (Cervera, García-Gómez & García, 1987) => Calmella gaditana (Cervera, García-Gomez & García, 1987)
- Flabellina goddardi Gosliner, 2010 => Pacifia goddardi (Gosliner, 2010)
- Flabellina gracilis (Alder & Hancock, 1844) => Microchlamylla gracilis (Alder & Hancock, 1844)
- Flabellina hamanni Gosliner, 1994 => Coryphellina hamanni (Gosliner, 1994)
- Flabellina ianthina Angas, 1864 => Pteraeolidia ianthina (Angas, 1864)
- Flabellina indica Bergh, 1902 => Coryphellina indica (Bergh, 1902)
- Flabellina inornata A. Costa, 1866 => Spurilla neapolitana (Delle Chiaje, 1841)
- Flabellina insolita Garcia-Gomez & Cervera, 1989 => Fjordia insolita (Garcia-Gomez & Cervera, 1989)
- Flabellina iodinea (J. G. Cooper, 1863) => Flabellinopsis iodinea (J. G. Cooper, 1863)
- Flabellina ischitana Hirano & Thompson, 1990 => Paraflabellina ischitana (Hirano & Thompson, 1990)
- Flabellina islandica (Odhner, 1937) => Paracoryphella islandica (Odhner, 1937)
- Flabellina japonica (Volodchenko, 1941) => Ziminella japonica (Volodchenko, 1941)
- Flabellina lineata (Lovén, 1846) => Fjordia lineata (Lovén, 1846)
- Flabellina macassarana Bergh, 1905 => Samla macassarana (Bergh, 1905)
- Flabellina marcusorum Gosliner & Kuzirian, 1990 => Coryphellina marcusorum (Gosliner & Kuzirian, 1990)
- Flabellina newcombi Angas, 1864 => Facelina newcombi (Angas, 1864)
- Flabellina nobilis (A. E. Verrill, 1880) => Borealea nobilis (A. E. Verrill, 1880)
- Flabellina ornata Angas, 1864 => Austraeolis ornata (Angas, 1864)
- Flabellina pallida (A. E. Verrill, 1900) => Coryphella pallida A. E. Verrill, 1900
- Flabellina parva (Hadfield, 1963) => Paracoryphella parva (Hadfield, 1963)
- Flabellina pedata (Montagu, 1816) => Edmundsella pedata (Montagu, 1816)
- Flabellina pellucida (Alder & Hancock, 1843) => Carronella pellucida (Alder & Hancock, 1843)
- Flabellina piunca (Marcus, 1961) => Orienthella trilineata (O'Donoghue, 1921)
- Flabellina poenicia (Burn, 1957) => Coryphellina poenicia (Burn, 1957)
- Flabellina polaris (Volodchenko, 1946) => Polaria polaris (Volodchenko, 1946)
- Flabellina pricei (MacFarland, 1966) => Apata pricei (MacFarland, 1966)
- Flabellina pseudoverrucosa (Martynov, Sanamyan & Korshunova, 2015) => Coryphella pseudoverrucosa Martynov, Sanamyan & Korshunova, 2015
- Flabellina riwo Gosliner & Willan, 1991 => Samla riwo (Gosliner & Willan, 1991)
- Flabellina rubrolineata (O'Donoghue, 1929) => Coryphellina rubrolineata O'Donoghue, 1929
- Flabellina rubromaxilla Edmunds, 2015 => Paraflabellina rubromaxilla (Edmunds, 2015)
- Flabellina rubropurpurata Gosliner & Willan, 1991 => Samla rubropurpurata (Gosliner & Willan, 1991)
- Flabellina salmonacea (Couthouy, 1838) => Ziminella salmonacea (Couthouy, 1838)
- Flabellina sarsi (Friele, 1903) => Borealea nobilis (A. E. Verrill, 1880)
- Flabellina scolopendrella Risbec, 1928 => Pteraeolidia semperi (Bergh, 1870)
- Flabellina semperi Bergh, 1870 => Pteraeolidia semperi (Bergh, 1870)
- Flabellina stohleri Bertsch & Ferreira, 1974 => Flabellina telja Ev. Marcus & Er. Marcus, 1967 => Samla telja (Ev. Marcus & Er. Marcus, 1967)
- Flabellina telja Ev. Marcus & Er. Marcus, 1967 => Samla telja (Ev. Marcus & Er. Marcus, 1967)
- Flabellina trilineata (O'Donoghue, 1921) => Orienthella trilineata (O'Donoghue, 1921)
- Flabellina triophina => Himatina trophina (Bergh, 1890)
- Flabellina trophina (Bergh, 1890) => Himatina trophina (Bergh, 1890)
- Flabellina vansyoci Gosliner, 1994 => Edmundsella vansyoci (Gosliner, 1994)
- Flabellina verrucicornis A. Costa, 1867 => Berghia verrucicornis (A. Costa, 1867)
- Flabellina verrucosa (M. Sars, 1829) => Coryphella verrucosa (Sars M., 1829)
- Flabellina versicolor Costa A., 1866 => Favorinus branchialis (Rathke, 1806)
- Flabellina verta (Ev. Marcus, 1970) => Coryphella verta Ev. Marcus, 1970